# Frans van den Berg
Frans van den Berg (Leiderdorp, 17 november 1919 – Maastricht, 18 augustus 1989) was een Nederlandse kunstschilder.

## Biografie
- 1919 Frans van den Berg wordt geboren op 17 november te Leiderdorp-ZH.
- 1932 Op 13-jarige leeftijd start zijn opleiding aan de academie 'Ars Aemula Naturae' te Leiden. Verdere ontwikkeling onder professor O. Knöpfle.
- 1939 Onder de wapenen. Gestationeerd te Weert en later te Wessem-L. Hij blijft in Wessem wonen en werken.
- 1943 Huwelijk met Truke Hecker uit Wessem.
- 1952 Intrek in de door Frans zelf opgeknapte oude molen te Thorn-L. Deze molen was in maart 1952 overgenomen van molenaar A. van de Boel nadat ze was onttakeld. Deze molen was de oorlog weliswaar ongeschonden doorgekomen,maar was vrijwel onbruikbaar door de toegenomen woningbouw rondom die molen.
- 1958 Verhuizing naar de bijgebouwen van kasteelruïne 'De Keverberg' te Kessel-L.
- 1962 Expositie in het gemeentehuis van Thorn.
- 1965 Terugkeer naar Thorn. Woonachtig in een door hemzelf opgeknapte woning in de Trippaardstraat. Later woonachtig in de Bogenstraat.
- 1977 Aanvang Panorama Thorn. Er wordt ongeveer acht jaar aan dit driedimensionale portret van Thorn gewerkt. Het Panorama is gemaakt in de schaal 1:100. Aanvankelijk wordt dit kunstwerk tentoongesteld in een daarvoor verbouwde schuur, daarna verhuist het naar het museum van Thorn.
- 1985 Verhuizing naar een flat aan de Molenbossen te Blerick.
- 1987 Terugkeer naar Thorn. Frans en Truke betrekken een aanleunwoning bij ouderencentrum Sterrebosch.
- 1989 Augustus. Overlijden in het ziekenhuis te Maastricht. Drie maanden later overlijdt Truke in het ziekenhuis te Roermond.

## Oeuvre
Frans van den Berg liet een oeuvre na met honderden schilderijen, vooral (zelf)portretten, landschappen, stillevens, en dorpsgezichten, en tal van aquarellen en tekeningen. Veel van zijn werk heeft betrekking op de Middenlimburgse Maasstadjes Wessem, Thorn en Kessel waar hij heeft gewerkt. Hij had een levendige, trefzekere schildershand en uit zijn werk blijkt bewondering voor meesters als Frans Hals en Rembrandt, maar ook Picasso en Chagall. Een deel van de schilderijen is in bezit van de familie Betting wonende in regio Maasgouw, afstammelingen van Frans van den Berg. Zijn grootste werk is het Panorama van Thorn, een driedimensionaal portret van het Limburgse 'witte stadje', waaraan Frans van den Berg ongeveer acht jaar werkte en dat te zien is het Gemeentemuseum Het Land van Thorn. Ook portretteerde hij de twee harmonie-orkesten van Thorn, de Koninklijke Harmonie en Harmonieorkest Sint Michael. Sinds 1997 houdt de Stichting Frans van den Berg zich bezig met het inventariseren en promoten van zijn werk.
- Biografisch Portaal: 07283987
- International Standard Name Identifier: 0000 0003 8952 8911
- Nederlandse Thesaurus van Auteursnamen: 194860477
- RKD-Nederlands Instituut voor Kunstgeschiedenis: 6881
- Virtual International Authority File: 282918083
- WorldCat: E39PBJgCPJrmyW7pp63MKYQ6rq